# Inga sapindoides
Inga sapindoides ist eine Baumart aus der Unterfamilie der Mimosengewächse (Mimosoideae). Sie ist in Mittel- und Südamerika beheimatet.

## Beschreibung
Inga sapindoides ist ein bis zu 16 Meter hoher Baum mit dicht flaumig rostrot behaarten, korkwarzigen Zweigen. Die oberseitig kahlen und unterseits gelblich feinflaumig behaarten Blätter sind drei- bis vierfach paarig gefiedert, die Blättchen lanzettlich bis elliptisch. Das äußerste Blättchenpaar ist 9 bis 28 Zentimeter lang und 5 bis 13 Zentimeter breit, das innerste 5 bis 12 Zentimeter lang und 3 bis 6 Zentimeter breit.
Der Blattstiel ist ebenso geflügelt wie die Blattrhachis, zwischen jedem Blattpaar sitzen Drüsen. Die Nebenblätter sind 0,8 bis 1,8 Zentimeter lang und 0,4 bis 1 Zentimeter breit, eiförmig und dauernd.
Die Blütenstände sind Ähren. Der Schaft ist bis zu 1 Zentimeter lang. Die Blüten sind ungestielt. Die grünen oder gelblichen, vierkantigen Früchte sind 11 bis 30 Zentimeter lang und 2 bis 3 Zentimeter breit und kahl.
Die Chromosomenzahl beträgt 2n = 26.

## Verbreitung
Inga sapindoides ist heimisch von Mexiko über die Antillen bis nach Venezuela und Peru, sie besiedelt dort Wälder des Tieflands.

## Systematik und Botanische Geschichte
Die Art wurde 1806 von Carl Ludwig Willdenow erstbeschrieben.